# Ljubov Isaakovna Akselrod
Ljubov Isaakovna Akselrod, rusko Любо́вь Исаа́ковна Аксельро́д, ruska revolucionarka in pisateljica, * 1868, † 1946.
Akselrodova je bila članica menjševikov, ki je kritizirala Bogdanova, empiriokriticizem in Lenina.
Zavzemala se je za mehanistično revizijo marksistične filozofije.

## Dela
- Kritika temeljev buržuaznega nauka o družbi
- Proti idealizmu
- Filozofske skice
- Lev Tolstoj